# Перцептрон (предикатное описание)
Марвин Минский изучал свойства параллельных вычислений, частным случаем которых на то время был перцептрон. Для анализа его свойств ему пришлось переизложить теорию перцептронов на язык предикатов.

## Описание
Суть подхода заключалась в следующем: 
- множеству сигналов от S-элементов была сопоставлена переменная X;
- каждому A-элементу был сопоставлен предикат φ(X) (фи от икс), названный частным предикатом;
- каждому R-элементу был сопоставлен предикат ψ (пси), зависящий от частных предикатов;
- наконец, перцептроном было названо устройство, способное вычислять все предикаты типа ψ.

Применительно к «зрительному» перцептрону, переменная X символизировала образ какой-либо геометрической фигуры (стимул). Частный предикат позволял «распознавать» каждый свою фигуру. Предикат ψ означал ситуацию, когда линейная комбинация {\displaystyle a_{1}\phi _{1}+\ldots +a_{n}\phi _{n}} ({\displaystyle a_{i}} — коэффициенты передачи) превышала некоторый порог θ.
Учёные выделили 5 семейств перцептронов, обладающих, по их мнению, интересными свойствами: 
1. Перцептроны, ограниченные по диаметру — каждая фигура X, распознаваемая частными предикатами, не превосходит по диаметру некоторую фиксированную величину.
2. Перцептроны ограниченного порядка — каждый частный предикат зависит от ограниченного количества точек из X.
3. Перцептроны Гамбы — каждый частный предикат должен быть линейной пороговой функцией, то есть мини-перцептроном.
4. Случайные перцептроны — перцептроны ограниченного порядка, где частные предикаты представляют собой случайно выбранные булевы функции. В книге отмечается, что именно эта модель наиболее подробно изучалась группой Розенблатта.
5. Ограниченные перцептроны — множество частных предикатов бесконечно, а множество возможных значений коэффициентов {\displaystyle a_{i}} конечно.

Хотя такой математический аппарат позволил применить анализ только к элементарному перцептрону Розенблатта, он вскрыл много принципиальных ограничений для параллельных вычислений, от которых не свободен ни один вид современных искусственных нейронных сетей.